# Воинское кладбище № 129 (Грыбув)
 Памятник культуры Малопольского воеводства: регистрационный номер A-467/M от  16 апреля 2009 года.
Воинское кладбище № 129 — Грыбув (пол. Cmentarz wojenny nr 129 - Grybów) — воинское кладбище, находящееся в окрестностях села Грыбув, Новосонченский повят, Малопольское воеводство. Кладбище входит в группу Западногалицийских воинских захоронений времён Первой мировой войны. На кладбище похоронены военнослужащие Австро-Венгерской и Российской армий, погибшие во время Первой мировой войны в декабре 1914 года. Охраняемый памятник Малопольского воеводства.

## История
Кладбище было построено Департаментом воинских захоронений К. и К. военной комендатуры в Кракове в 1914 году по проекту австрийского архитектора Ганса Майра. На кладбище площадью 150 квадратных метров находится 24 индивидуальных могил, в которых похоронены 19 австрийских и 5 русских солдат.
В 1974 году территория кладбища и могильные памятники были приведены в порядок и восстановлены.
16 апреля 2009 года кладбище было внесено в реестр памятников Малопольского воеводства (№ А-467/M).

## Источник
- Oktawian Duda: Cmentarze I wojny światowej w Galicji Zachodniej. Warszawa: Ośrodek Ochrony Zabytkowego Krajobrazu, 1995. ISBN 83-85548-33-5.
- Roman Frodyma Galicyjskie Cmentarze wojenne t. I Beskid Niski i Pogórze (Okręgi I—IV), Oficyna Wydawnicza «Rewasz», Pruszków 1998.